# Santiago Nagüel
Santiago Nagüel (Buenos Aires, 28 gennaio 1993) è un calciatore argentino, centrocampista del Monastir Kosmoto.

## Caratteristiche tecniche
È un esterno destro.